# Daróczi Ágnes
Daróczi Ágnes (Berettyóújfalu, 1954. november 18. –) roma származású előadóművész, kulturális menedzser, újságíró, kisebbségkutató.

## Családja
- Férje 1975-től Bársony János (1951) jogász, kisebbségkutató, szociális munkás, népzenekutató, oktató
- Lánya Bársony Katalin (1982) táncos, forgatókönyvíró, televíziós műsorvezető, filmrendező
- Choli Daróczi József apai ágú unoka nagybátyja.

## Tanulmányai
- KLTE Kossuth gyakorló gimnázium, Debrecen (1968-1973)
- ELTE Bölcsész Kar, magyar – népművelés szak (1973-1978); 1978-ban diplomázott)

## Munkahelyei
- Népművelési Intézet (és különböző nevű jogutódjai: Magyar Művelődési Intézet, Művelődési Intézet és Lektorátus, Nemzeti Művelődési Intézet) (1978-1993, 2000-2012)
- Magyar Televízió (1993-2000)

## Indulása
Az 1972-es Ki mit tud? műsorban tűnt fel országosan, elsőként szólalt meg cigány anyanyelvén a nyilvánosságban.

## Versmondói pályafutása
- 1971-ben, az Országos Diáknapokon (Sárospatak) első helyezett. Egyetemi éveiben a Monszun, majd a Romano Glaszo és a Kalyi Jag együttesek tagjaként lép fel versekkel és cigány népköltészettel.
- 1972-ben a Ki mit tud? negyedik helyezettje lett.
- A Magyar Televízió Vers mindenkinek című sorozatában is mondott verset.

## Előadóként közreműködött
- Bari Károly: A Nap és a Hold története című meselemezén (Hungaroton, 1989)
- Palya Bea: Álom, álom, kitalálom című lemezén (Gryllus, 2004).

## Közéleti tevékenysége
Megszervezte a roma képzőművészek országos kiállításait és nemzetközi kiállítások magyar-roma részvételét.
- 1979 Budapest – Pataki Galéria: Autodidakta Cigány Képzőművészek I. Országos Kiállítása
- 1985 Párizs – Conciergerie; Péli Tamás, Bada Márta, Balázs János, David Beeri kiállítása, Bari Károly részvételének biztosítása a Premiere Mondiale d'Art Tzigane kiállításon
- 1989 Budapest – Néprajzi Múzeum,  Autodidakta Cigány Képzőművészek II. Országos Kiállítása
- 1989 Strasbourg Etoile – Bari Károly kiállítása
- 1999 Magyar Kulturális Központ, Prága – Szentandrássy István kiállítása
- 2000 Budapest – Pataki Galéria: Roma Képzőművészek III. Országos Kiállítása
- 2004, 2005, 2019 – Ferkovics József kiállításai

## Roma folklórmozgalom
A roma folklórmozgalom elindítója, fejlesztője, a hagyományőrző cigány folklór együttesek találkozóit szervezte.
- 1981 – Tata,
- 1984 – Nyíregyháza,
- 1987 – Győr, Miskolc,
- 1984, 1987, 1989, 1991 – Strasbourg
- 1984 és 1992 között nemzetközi cigány kulturális találkozókat szervezett.
- 1990-től Az Amalipe Cigány Kulturális és Hagyományőrző Egyesület alapítója, 1992-ig elnöke.
- 1990-1991: A Phralipe Független Cigány Szervezet ügyvivő testületének tagja.
- 1990- a miskolci Gettóellenes Bizottság egyik alapítója.
- 1991: Az EUROM nemzetközi cigány szervezet vezetőségi tagja.
- 1992: Alapítója a Romédia Alapítványnak.
- 1997 óta kurátora a Bezerédj Alapítványnak.
- 2002-2005: alapító-kurátora az ERIO – nemzetközi roma lobby szervezetnek.

## Politikai tevékenysége
- 1998-ban a Szabad Demokraták Szövetségének országos listáján indították, de nem jutott be a Parlamentbe.
- 2004-ben az Európai Roma/Travellers Fórum egyik alapítója és a közgyűlés egyik alelnöke.

## Televíziós pályafutása
- 1992. szeptember 6-án – az általa alapított szerkesztőséggel – elindítja a Patrin magazint, ahol először szerepelnek műsorkészítőként is romák a róluk szóló tudósításokban. A heti 25 perces műsorfolyamban közélet, kultúra és politika egyaránt szerepel.
- 1994. augusztus 2-án – a televíziózás történetében először – kezdeményezésére ROMANAP-ot tart az MTV, 7 órás műsorfolyammal.
- 1995. december 10-én – az Emberi Jogok Napján – másodszor szervez ROMANAP-ot az MTV-ben.
- Számos szerkesztő-riporteri munkáját őrzi az Archívum.

## Filmjei
- Vizek találkozása – 1991, dokumentumfilm, szerkesztő, rend: Lukin Sándor,
- Megöltétek ártatlan családom – (1994) dokumentumfilm, szerk.-riporter, rend.: Jancsó Miklós
- Nem szokta a cigány… – (1995) dokumentumfilm, szerk.-riporter, rend.: Gábor Péter
- Temetetlen holtak – (1995) dokumentumfilm, szerk-riporter, rend.: Jancsó Miklós
- Mundi romani sorozat: Lashi Vita – Csodálatos Élet, szakértő (dokumentumfilm) ©Romédia
- "...Hej gettó, megetted a fejemet..." rendező (magyar dokumentumfilm, 30 perc, 2000)
- „Historia romani – Roma történelem” – (2005) 6 részes sorozat (Romédia Alapítvány, szerkesztő, producer)
- Mundi romani sorozat: Granada – A Maya család, szakértő (dokumentumfilm, 30 perc, 2008) ©Romédia

## Főbb publikációi
- A cigány közösségek értékrendje (in: Cigány Néprajzi Tanulmányok 1993/1, 1993, p: 13-17)
- A magyarországi cigány folklórmozgalom (in: Cigány Néprajzi Tanulmányok 2001/10.p: 122-126)
- Pharrajimos – romák sorsa a holocaust idején”, dr. Bársony Jánossal, (2005, L’Harmattan Kiadó),
- Pharrajimos – The Fate of Roma During the Holocaust, dr. Bársony Jánossal, (2008, Idebate, New York, Amszterdam, Brüsszel)
- Pharrajimos – Sudbina Roma u doba Holokausta, dr. Bársony Jánossal, (2013, Artresor, Zágráb)
- Vrana mámi mesél – népismeret az általános iskolák 1-4 osztálya számára kötetek társszerzője dr. Bársony Jánossal. (2005, Sulinova Kiadó)
- Kali Trash – A romák sorsa a Holocaust idején II,  dr. Bársony Jánossal, (2015, Romano Instituto Alapítvány)

Továbbá számos cikk a Népszabadság, az Élet és Irodalom hasábjain.

## Díjak, kitüntetések
- Tolerancia díj (1998) Pro Cultura Hungariae
- Tolerancia-díj (Autonóm Alapítvány) (1999), Magyar Attila rendezővel közösen
- Pro Cultura Renovanda Hungariae, Kodály Zoltán-díj (MTA, 2000)
- Göncz Árpád-díj (2002)
- Budapesti Amerikai Nagykövetség emberjogi díja (2002)
- Vígh Mónika-díj – a Szabad Demokraták Szövetségének nőnapi díja (2005)
- A Magyar Köztársasági Érdemrend lovagkeresztje (2006)
- Emberi Hang Díj (2017)
- Radnóti Miklós-díj (közéleti) (2017)
- Budapest díszpolgára (2024)[2]